# 変形勾配
変形勾配（へんけいこうばい、英: deformation gradient）または変形勾配テンソル（英: deformation gradient tensor）とは、連続体力学において、物体の変形を特徴付けるテンソル量である。
基準配置における物質点X およびその近傍の点X + dX が、変形後にそれぞれ点x , x + dx に移ったとする。dX が微小であれば、dx は線形近似できて
{\displaystyle \mathrm {d} {\boldsymbol {x}}={\boldsymbol {x}}({\boldsymbol {X}}+\mathrm {d} {\boldsymbol {X}})-{\boldsymbol {x}}({\boldsymbol {X}})={\frac {\partial {\boldsymbol {x}}}{\partial {\boldsymbol {X}}}}\mathrm {d} {\boldsymbol {X}}=F\mathrm {d} {\boldsymbol {X}}}
のように書ける。このときF を変形勾配と呼ぶ。変形勾配は物質座標系における量を空間座標系における標記へ変換するという意味を持つ。
基準配置X に対し、時刻t における変形勾配をF(t) 、時刻τ における変形勾配をF(τ) 、そして時刻τ からt への変形の変形勾配をF(τ, t) と書けば、これらの間には次の関係が成り立つ。
{\displaystyle F(\tau ,t)=F(t)F^{-1}(\tau ).}
変形勾配の行列式 det F は体積変化率と呼ばれる。

## 極分解とひずみテンソル
変形勾配は極分解定理により次のように2つのテンソルの積に分解できる。
{\displaystyle F=VR=RU}
ここでR は直交テンソルである。V は左ストレッチテンソル（英: left stretch tensor）、U は右ストレッチテンソル（英: right stretch tensor）と呼ばれ、それぞれ正定値対称テンソルである。この分解は、任意の変形は剛体回転R とストレッチテンソルV , U の主方向への伸縮との重ね合わせで表現できるという幾何学的意味を持つ。
さらにここから以下のテンソルが定義される。ここでu = x - X は変位ベクトルである。
左コーシー・グリーンテンソル、右コーシー・グリーンテンソル
{\displaystyle B=V^{2}=FF^{\mathrm {T} },\quad C=U^{2}=F^{\mathrm {T} }F}
アルマンシー（Almansi）のひずみテンソル
{\displaystyle {\begin{aligned}e&={\frac {1}{2}}(I-B^{-1}),\\e_{ij}&={\frac {1}{2}}\left({\frac {\partial u_{i}}{\partial x_{j}}}+{\frac {\partial u_{j}}{\partial x_{i}}}-{\frac {\partial u_{k}}{\partial x_{i}}}{\frac {\partial u_{k}}{\partial x_{j}}}\right)\end{aligned}}}
グリーンのひずみテンソル
{\displaystyle {\begin{aligned}E&={\frac {1}{2}}(C-I),\\E_{ij}&={\frac {1}{2}}\left({\frac {\partial u_{i}}{\partial X_{j}}}+{\frac {\partial u_{j}}{\partial X_{i}}}+{\frac {\partial u_{k}}{\partial X_{i}}}{\frac {\partial u_{k}}{\partial X_{j}}}\right)\end{aligned}}}
これらのテンソルを用いると、物体内の距離dX , dx の変化は次のように記述できる。
{\displaystyle |\mathrm {d} {\boldsymbol {x}}|^{2}-|\mathrm {d} {\boldsymbol {X}}|^{2}=2\mathrm {d} {\boldsymbol {x}}^{\mathrm {T} }e\mathrm {d} {\boldsymbol {x}}=2\mathrm {d} {\boldsymbol {X}}^{\mathrm {T} }E\mathrm {d} {\boldsymbol {X}}}
微小変形においては、アルマンシーのひずみテンソルとグリーンのひずみテンソルは一致する。

## 速度勾配テンソル
変形が時間とともに進むとき、その速度は速度勾配テンソルL で記述される。
{\displaystyle {\begin{aligned}&\mathrm {d} {\dot {\boldsymbol {x}}}({\boldsymbol {X}},t)={\dot {F}}\mathrm {d} {\boldsymbol {X}}=L\mathrm {d} {\boldsymbol {x}},\\&L\equiv {\dot {F}}F^{-1}\end{aligned}}}
速度勾配テンソルL の対称部分は変形速度テンソル、反対称部分は回転速度テンソルと呼ばれる。

## プッシュフォワード、プルバック
変形勾配は基準配置を参照するテンソルと現在配置を参照するテンソルの変換作用素となる役割を持つ。たとえば冒頭で述べた
{\displaystyle \mathrm {d} {\boldsymbol {x}}=F\mathrm {d} {\boldsymbol {X}}}
のように、基準配置を参照する座標dX を現在配置を参照する座標dx に変換する。このことを、dX  はdx へプッシュフォワードされる、あるいはdX はdx のプルバックであるという。
例としては、アルマンジひずみe はグリーンひずみE のプッシュフォワードであり、変形勾配を用いて以下のように変換される：
{\displaystyle e=F^{-T}EF^{-1},\quad E=F^{T}eF.}
また、キルヒホッフ応力テンソルτ（コーシー応力と体積変化率の積）は第2パイオラ・キルヒホッフ応力テンソルS のプッシュフォワードである：
{\displaystyle \tau \equiv (\det F)\sigma =FSF^{T},\quad S=F^{-1}\tau F^{-T}.}